# Motonobu Miyamura
Motonobu Miyamura (宮村元信?, Miyamura Motonobu; Kumamoto, 1º dicembre 1936) è un pallanuotista giapponese.
Ha partecipato, come membro del Giappone, ai Giochi di Roma 1960, partecipando al torneo di pallanuoto.
Ha vinto 1 oro ai Giochi asiatici del 1958.